# Marcilla de Campos
Marcilla de Campos là một đô thị trong tỉnh Palencia, Castile và León, Tây Ban Nha. Theo điều tra dân số 2004 (INE), đô thị này có dân số là 63 người.